# Sady Rebbot
Sady Rebbot (* 27. April 1935 in Casablanca, Französisch-Marokko; † 12. Oktober 1994 in Paris, Frankreich) war ein französischer Schauspieler und Synchronsprecher.

## Leben
Sady Rebbot wurde 1935 in Casablanca geboren. Er war der Sohn eines Seefahrers. 1954 ging er nach Paris und bekam eine Zimmer in der Cité Internationale Universitaire de Paris. Er war als Schauspieler an mehr als 90 Film- und Fernsehproduktionen beteiligt.
Sady Rebbot war zweimal verheiratet und hatte drei Kinder. Sein Sohn Jérôme ist ebenfalls Schauspieler. Er ist der Onkel des Schauspieler, Regisseur und Drehbuchautor Philippe Rebbot. Er wurde auf dem Cimetière parisien de Thiais beerdigt.

## Filmografie
- 1959: Wiesenstraße 10 (Rue des prairies)
- 1960: Trapped by Fear
- 1961: Les moutons de Panurge
- 1962: La fille aux yeux d’or
- 1962: Die Geschichte der Nana S. (Vivre sa vie)
- 1963: Wer arbeitet, ist verloren (Chi lavora è perduto)
- 1964: Le bluffeur
- 1965: Don Quijote von der Mancha
- 1966: Brigade antigangs
- 1967: Shock Troops
- 1968: Darling Caroline
- 1970: Der Fallschirmspringer
- 1970: Last Leap
- 1970: Trop petit mon ami
- 1971: Friends-Eine Liebesgeschichte
- 1972: Le tueur
- 1972: Der Killer und der Kommissar
- 1973: La révélation
- 1973: Le Drakkar
- 1975: Le bougnoul
- 1976: Kommissar Moulin
- 1977: L’imprécateur
- 1978: Ein Mann, eine Frau und ein Film in Paris (Once in Paris...)
- 1979: Ein perfekter Seitensprung (An Almost Perfect Affair)
- 1979: Die Sekte
- 1979: Brigade mondaine: La secte de Marrakech
- 1982: Les Maîtres du temps
- 1983: S.A.S. à San Salvador
- 1983: Die geheimnisvollen Städte des Goldes
- 1989: My Nights Are More Beautiful Than Your Days
- 1989: Meine Nächte sind schöner als deine Tage
- 1989: Die Französische Revolution (La Révolution française)
- 1990: Kommissar Navarro
- 1967, 1992: Kommissar Cabrol ermittelt
- 1992: Es war einmal … Amerika (französische Synchronisation)
- 1994: Der Bastard
- 1995: Nestor Burmas Abenteuer in Paris
- 1994–1995: Es war einmal … Entdecker und Erfinder (französische Synchronisation)